# فولفغانغ إرنست
فولفغانغ إرنست (بالألمانية: Wolfgang Ernst)‏ هو مؤرخ ألماني، ولد في 1959.